# Parrotiopsis involucrata
Parrotiopsis involucrata — вид квіткових рослин родини чарівногоріхових (Hamamelidaceae). Чагарники або невеликі дерева, що поширені у Південній Азії.